# 松永照正
松永 照正（まつなが てるまさ、1927年 - 2008年1月27日）は、日本の平和運動家。国際文化会館（現・長崎原爆資料館）館長など数々の経歴を持つ。

## 経歴
長崎県立佐世保中学校、長崎経済専門学校（現・長崎大学経済学部）、九州大学経済学部（現役）卒業。英国海軍通訳から長崎県庁職員に就き、長崎県立工業高校、東高校教員を経て、長崎市教育委員会指導部次長に抜擢された。
第一回世界平和連帯都市市長会議・初代事務局長（現・平和市長会議、127か国・2028都市加盟、ノーベル平和賞推薦）、財団法人・長崎平和推進協会初代事務局長（会員数約860人）、国際文化会館（長崎原爆資料館）館長、平和会館館長、長崎市平和宣言文起草委員、長崎高校生平和大使(ノーベル平和賞候補)創設、長崎市民平和大集会代表委員、長崎市教育委員会指導部次長、学校法人宝珠幼稚園理事、活水学院嘱託などを務めた。
また、長崎フォスターペアレントの会を立ち上げて、会長を務めた。定年退職後は長崎市城栄町にて総合塾ESAを経営。

## 功績
長崎平和推進協会の立案と設立から財団法人化に至るまでほとんど全ての計画を一人で遂行し、役員の選任、会員の募集、基本財産の確保に至るまでも従事した。本島等元長崎市長は「ナガサキよ世界へ」の発刊に寄せてで、「松永さんの作ってくれたレールの上で長崎市の平和推進事業は進んでいるといえる。」と述懐しているほどである。広島文化センターの会員参加という一般的な方式から、部会組織の形成による年間通じての平和推進活動をするという新たな方式を発案し、官民が一体化した独自の平和活動様式として確立しさせることに成功する。
第一回世界平和連帯都市市長会議は、日本史上初ともいえる大国際会議であったため、当時の長崎市と広島市の財政面の格差から、広島市側が広島市単独開催を主張したが、松永は事務局長として断固として両市開催の姿勢を譲らず、激論の末、遂に両市での開催を実現した。

## 人物
長崎県佐世保市に生まれる。
幼少時代を裕福な環境で過ごした松永は、佐世保中学を首席で卒業し、佐世保海軍基地の軍人等と触れ合うにつれて、やがて郷土長崎県の原爆による悲劇と世界の恵まれない子供達に対する慈愛の念に目覚めて、高校教師になって教育の普及に努めたいという大望を抱くことになる。
そして九州大学経済学部を現役で卒業した松永は、中央官庁は志望せず、学生時代に培われた語学力を生かして英国海軍通訳・公立校英語教師を歴任する。しかし、その教養と大望を惜しんだ本島等元長崎市長たっての懇願により、長崎市教育指導部次長に就任する。その後、1983年に国際文化会館館長（長崎原爆資料館）・平和会館館長として公務に従事し、バチカン原爆展を主催し、3万人の来場者を記録する大成功を収め、カトリック教会の最高権力者であるローマ法王に謁見して原爆の脅威について説明する大業を成し遂げる。
長崎平和大集会の代表委員も兼務し、「高校生平和大使」を創設し、万人の署名をスイス・ジュネーヴの国際連合欧州本部に届け、「長崎市民としての責務を自覚し、核兵器廃絶と世界の平和の実現へ向けて行動していこう」などとする「ながさき市民平和宣言」を採択した。 
1989年7月11日、長崎市平和宣言文起草委員会に原水禁日本国民会議議長代行の岩松繁俊らと共に起草委員として参加。1994年に長崎フォスターペアレントの会を設立し同会会長を兼任し、発展途上国に恵まれない子供達への資金援助活動や平和運動に従事した。中韓などの近隣諸国と平和的外交をとおして親睦を深める重要性も主張していた。
2008年1月27日午後8時10分、肝臓がんのため長崎市内の病院で亡くなった。享年81。大橋メモリードホールで盛大に執り行われた。妻が喪主を務め、数千人に及ぶ参列者が彼の死を悼み、本島等元長崎市長が涙ながらに弔辞を読み、彼の偉大な功績を称えたのであった。
長崎県輩出の金子岩三元農水大臣・科学技術庁長官、高木義明元文科大臣と親交がある。「自衛船の金子」「海軍の松永」と呼び合った逸話がある。長女松永幸子は教育学研究者。

## 発言
「あやと青い目の人形 ナガサキで被爆した少女の物語」について、「彩はフィクションの存在だが、史実には忠実」とし「大人から子どもまで多くの人に読んでもらい、人間だけでなく地球上すべての生命の尊さを認識し、核兵器廃絶と世界平和への願いが広がってほしい」と述べている。

## 著書
- 『あやと青い目の人形 ナガサキで被爆した少女の物語』 会田貴代／絵 黒崎晴生／写真
- 『ナガサキよ世界へ』